# Сабанєєв Леонід Леонідович
Леонід Леонідович Сабанєєв (2 жовтня 1881 — 3 травня 1968) — російський музикознавець, композитор, музичний критик і вчений.

## Біографія
Леонід Сабанєєв є сином зоолога Леоніда Павловича Сабанєєва. Здобув освіту в Московському університеті на двох факультетах: фізико-математичному, в якому був залишений для підготовки до професорської кафедри, і на природничому. Одночасно слухав лекції на історико-філологічному факультеті і захистив дисертацію на ступінь доктора чистої математики (1905), читав лекції на вищих курсах університету у званні приват-доцента, а з 1918 року — професора. Написав чотири праці з математики, і п'ять з зоології.
Паралельно здобув музичну освіту в Московській консерваторії, де вчився у Павла Шльоцера по фортепіано і Сергія Танєєва по композиції і ряду теоретичних дисциплін.
До 1926 року працював у Москві, був дійсним членом Музичної секції Академії художніх наук у Москві і президентом Асоціації сучасної музики, головою Центральної комісії з поліпшення побуту вчених. Постійно виступав у пресі як музичний критик.
З 1926 року жив в Парижі, де був професором Російської консерваторії імені Рахманінова. Його музикознавчі статті публікувались у газеті «Последние новости», в журналі «Современные записки», а також в іноземних журналах: «Musical Times» (Лондон), «Musica», «Encyclopedia of Chamber Music», «Russian Rewiev», «The Music Quaterly», «Psyche» (Нью-Йорк). Там же написав балет «Авіатріса», який був представлений в Театрі на Єлисейських Полях (1930).
У 1933 році з сім'єю переїхав у Ніццу, де писав музику для фільмів фірми «Гомін». Потім був співробітником «Російської думки» в Парижі, «Нового російського слова» і «Нового журналу» в Нью-Йорку, «Мостів» в Мюнхені. Помер 3 травня 1968 року в віці 86 років, похований на російському православному кладовищі в Ніцці. Всі літературні праці на музичні теми знаходяться в російському архіві Колумбійського університету в Нью-Йорку.

## Основні роботи
- Скрябин. М., 1916; 2-е изд.: М., 1923
- Клод Дебюсси. М., 1922
- Музыка речи. Эстетическое исследование. М., 1923
- Психология музыкально-творческого процесса // Искусство. 1923. № 1
- Морис Равель. Характеристика его творческой деятельности и очерк его жизни. М., 1924
- Этюды Шопена в освещении закона золотого сечения. Опыт позитивного обоснования законов формы // Искусство. 1925. № 2
- Еврейская национальная школа в музыке. М., 1924; переведена на пять языков.
- История русской музыки. М., 1924; нем. перевод: Lpz, 1926
- Всеобщая история музыки. М., 1925
- Что такое музыка. М., 1925
- Воспоминания о Скрябине. М., 1925
- Музыка после Октября. М., 1926
- Modern Russian Composers. New York, London, 1927
- Александр Абрамович Крейн. М., 1928
- С. И. Танеев. Мысли о творчестве и воспоминания о жизни. Париж, 1930
- Music For the Films. London, 1935 (пер. С. У. Принга)

## Список музичних творів
- op. 1. Preludes (1902)
- op. 2. Quatre preludes (1902)
- op. 3. Deux preludes (1907 — ?)
- op. 4. Trio-impromptu for piano trio (1907)
- op. 11. 6 поем
- op. 12. 3 п'єси (Листок з альбому, Етюд, Прелюдія)
- Ор. 13 4 фрагменти (для фортепіано)
- op. 14. 5 Esquisses (1917)
- op. 15. Соната («a la memorie de Scriabine») (1916—1917)
- op. 16. Етюд-ноктюрн
- op. 19, No. 2. Nein ich kann nicht для голосу і фортепіано
- Ор. 20 Соната для фортепіано, скрипки та віолончелі (1924)
- Ор. 21 Чакона для органу та оркестру
- Ор. 22 «Трагічна епопея» для оркестру (1928)
- Ор. 23 Варіації на тему Скрябіна
- Балет «Авіатріса» (L'Aviatrice) (1928 — ?)
- Симфонічна поема «Морська блакить» (Flots d'azur) (1936)
- «Апокаліпсис» (для солістів, хору, оркестру і органа) (1940 ?)
- Безліч романсів (у тому числі і на власні вірші), фортепіанні мініатюри
- Музика до кінофільмів